# Elemento absorbente
En álgebra, un elemento absorbente es un tipo especial de elemento en un conjunto con alguna operación binaria definida en él, que se comporta de manera similar al cero en la multiplicación de números.

## Definición
Sea un conjunto {\displaystyle A} con una operación binaria interna: {\displaystyle \circledast } definida en el mismo (un magma):
{\displaystyle {\begin{array}{rccl}\circledast &A\times A&\longrightarrow &A\\&(a,b)&\longmapsto &c=\circledast (a,b)=a\circledast b\end{array}}}
Se define entonces:
| - Un elemento absorbente por la izquierda (la definición por la derecha es análoga) es un elemento {\displaystyle a\in A} tal que para todo elemento del magma: {\displaystyle \forall x\in A}, se tiene: {\displaystyle a\circledast x=a} - Un elemento absorbente es un elemento: {\displaystyle a\in A}} con ambas propiedades: para cada: {\displaystyle \forall x\in A} se tiene {\displaystyle a\circledast x=x\circledast a=a} |

Un magma solo puede tener un elemento absorbente, ya que dados dos de ellos {\displaystyle a_{1}\;y\;a_{2}}, se tiene:
{\displaystyle \left.{\begin{array}{c}a_{1}\circledast a_{2}=a_{1}\\a_{1}\circledast a_{2}=a_{2}\end{array}}\right\}\quad \longrightarrow \quad a_{1}=a_{2}}
Ejemplos.
- El número 0 es el elemento absorbente de los números enteros, los números reales y los números complejos (respecto a sus respectivos productos).
- La matriz nula es el elemento absorbente de las matrices cuadradas respecto al producto de matrices.
- El conjunto vacío es el elemento absorbente de la intersección de conjuntos. En el conjunto potencia P(M) de un conjunto dado M, el propio M es el elemento absorbente respecto a la unión de conjuntos.
- El número 1 es el único elemento absorbente por la izquierda de los números naturales respecto a la operación binaria de exponenciación, a ** b = ab.